# Romberg (Taunus)

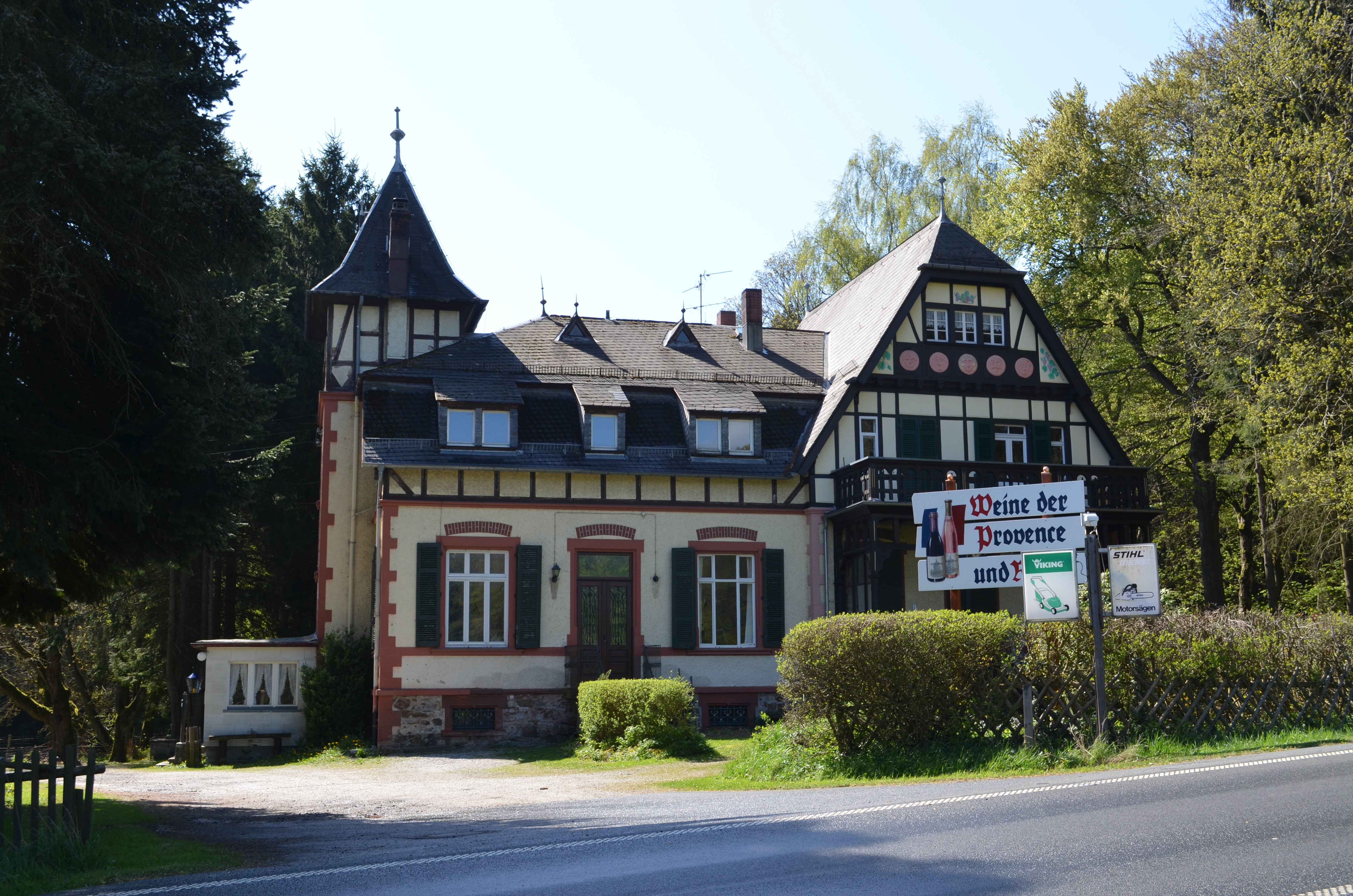
Gasthof Billtalhöhe

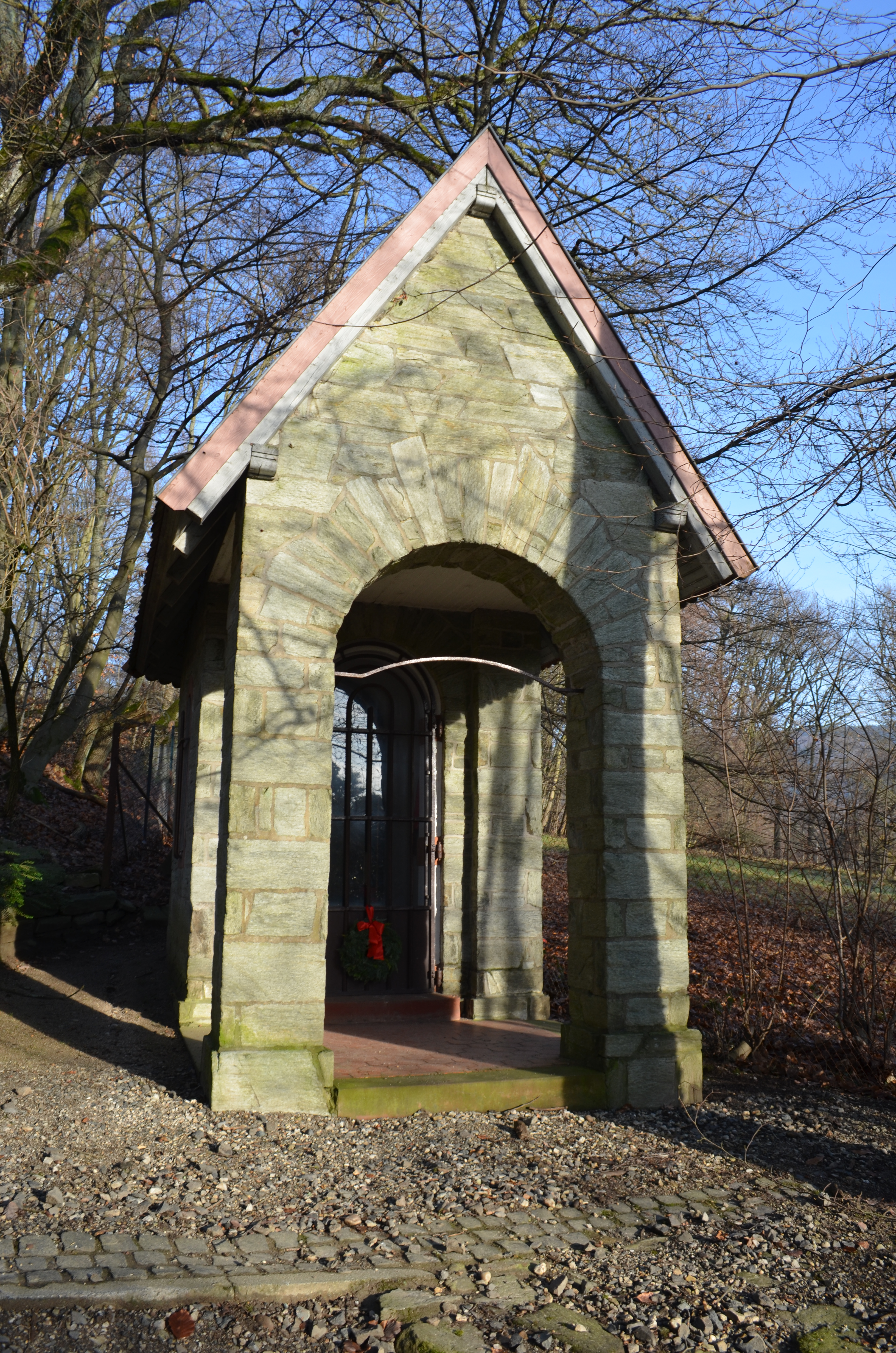
Josefskapelle

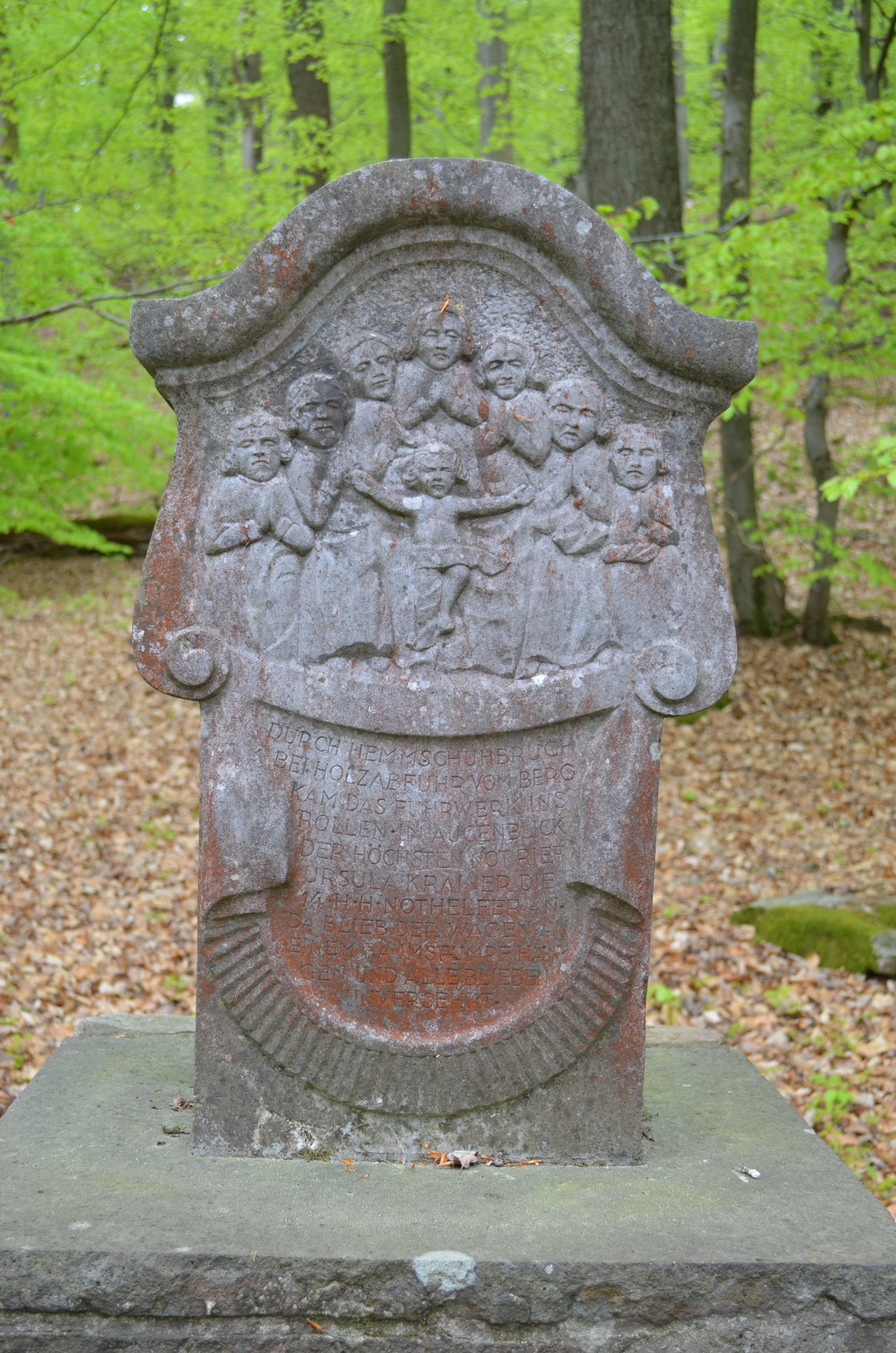
Votivstein links

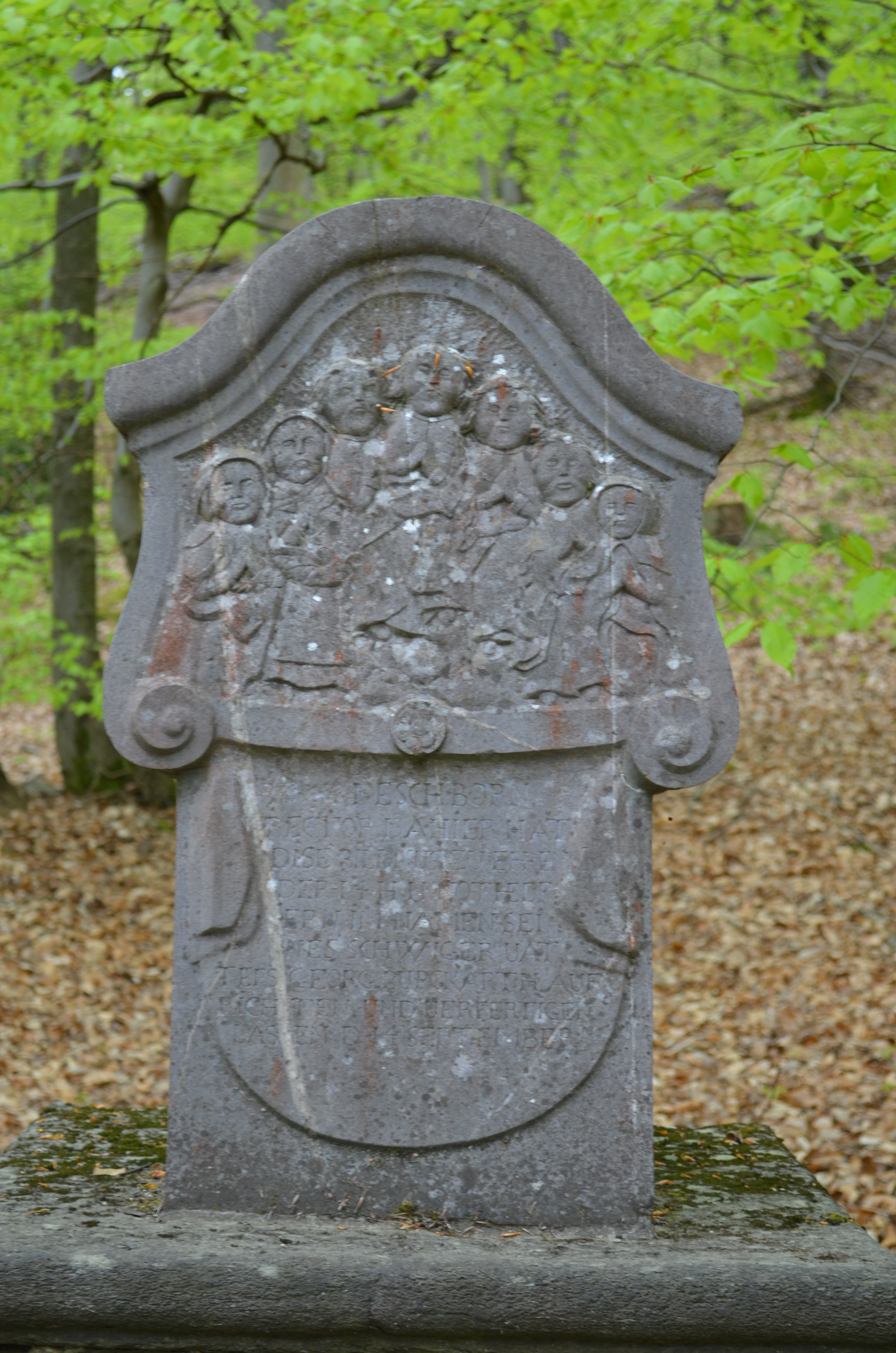
Votivstein rechts

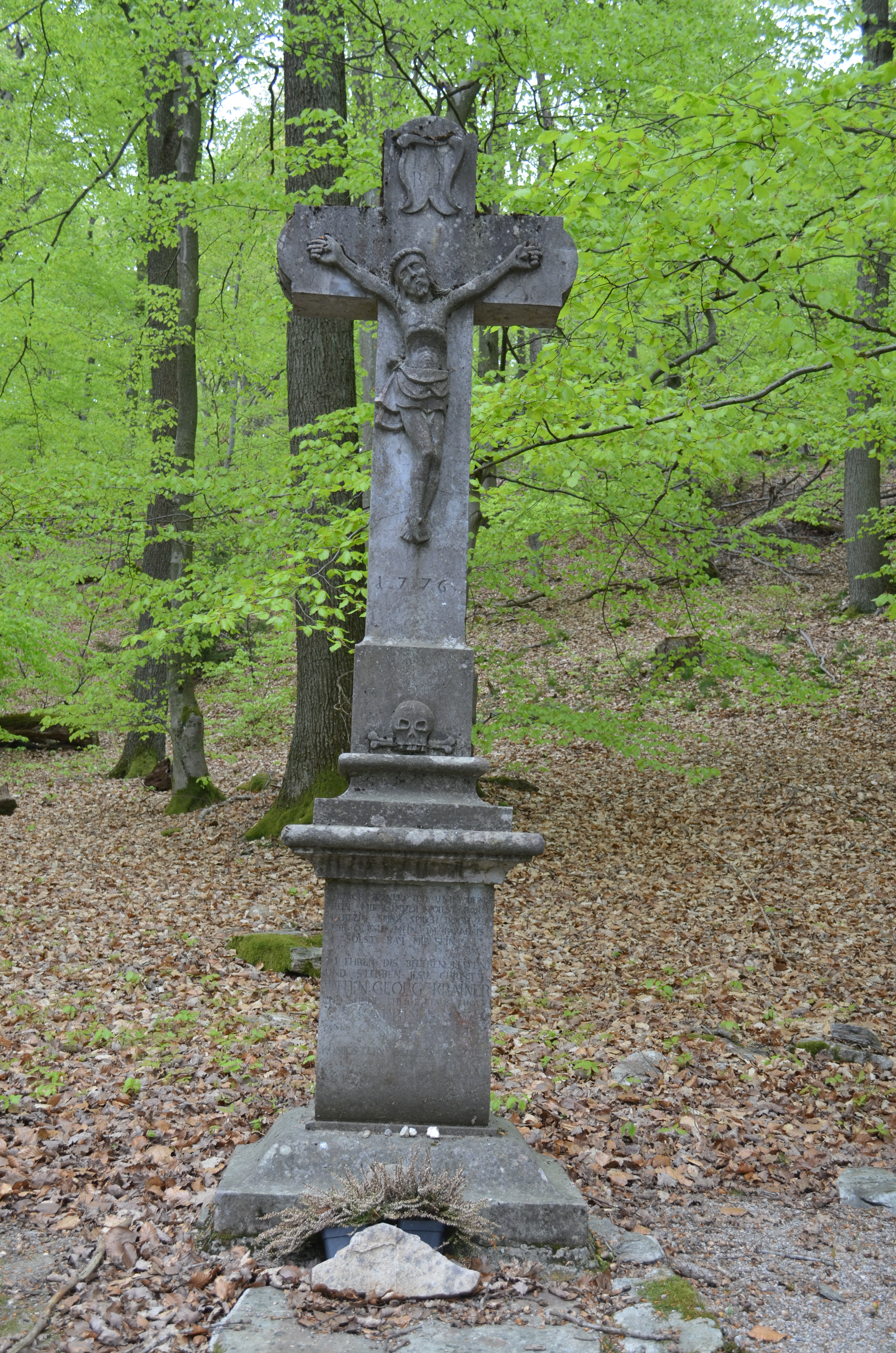
Kreuz

Der Romberg im Mittelgebirge Taunus ist ein 540,6 m ü. NHN hoher Berg bei Königstein im Taunus im hessischen Hochtaunuskreis.

## Etymologie
Der Name des Berges rührt daher, dass auf seinem Südhang die Wollweber von Königstein ihr gefärbtes Tuch auf Rahmen (regionaler Dialekt: „Rohmen“) aufgestellt hatten. Historisch sind verschiedene Namensformen urkundlich dokumentiert, so Ronenberg, Raneberg (1488), Ronberck (1576) und Rummerskopf (1796).

## Geographie

### Lage
Der Romberg erhebt sich im Naturpark Taunus. Sein Gipfel liegt 1,4 km nordwestlich des Ortskerns der Kernstadt von Königstein im Taunus, 1,8 km westnordwestlich von Falkenstein und 4,3 km nordöstlich von Ruppertshain. Nördlich und östlich vorbei verläuft zwischen Königstein und Glashütten die Bundesstraße 8 (Limburger Straße). Von dieser zweigt in Königstein die Landesstraße 3369 (Ölmühlweg) ab, die westwärts nach Ruppertshain führt.
Östlich und südlich vorbei am Romberg fließt der Reichenbach (Woogbach) als linker Zufluss des Liederbachs, dessen rechter Quellbach, Rombach, westlich des Berges entspringt.

### Naturräumliche Zuordnung
Der Romberg gehört in der naturräumlichen Haupteinheitengruppe Taunus (Nr. 30) und in der Haupteinheit Hoher Taunus (301) zur Untereinheit Feldberg-Taunuskamm (301.3). Seine Landschaft fällt nach Südosten in der Haupteinheit Vortaunus (300) und in der Untereinheit Altkönig Vorstufe (300.2) in den Naturraum Königsteiner Taunusfuß (300.20) ab.

## Billtalhöhe
Etwa 1,3 km südöstlich des an der B 8 gelegenen Gebirgspasses Eselsheck zweigt auf der Billtalhöhe von der Bundesstraße nach Nordwesten der durch Wald führende Borgnisweg ab. Das von dort nach Süden abfallende Tal, das Billtal, stellt die westliche Begrenzung des Rombergs dar. Auf der Billtalhöhe befindet sich die 1901/1902 im Landhausstil erbaute ehemalige Gaststätte Restauration zur Billtalhöhe (⊙). Das heute unter Denkmalschutz stehende Gasthaus war bis zum Ersten Weltkrieg ein beliebtes Ausflugsziel der Königsteiner Kurgäste und der Tauniden. Das Gebäude ist ein eingeschossiger Massivbau auf rechteckigem Grundriss. Seitlich leicht vortretend ist ein Treppenhausturm angebaut.

## Josefskapelle
Tiefer am Berg, oberhalb des Speckerholwegs, steht die 1908 geweihte Josefskapelle (⊙), die heute unter Denkmalschutz steht. Der Vorgängerbau wurde 1727 am Gaisberg (Villa Andreae) von der Königsteiner Bauzunft erbaut und 1792 von den Franzosen zerstört. Die Kapelle, die bei Renovierungsarbeiten in den 1960er Jahren verändert wurde, ist ein Bruchsteinbau mit Satteldach. Ein Vorbau aus Rundbogen ist frei betretbar. Der Kapellenraum ist mit einem Gemälde von Robert Hieronymi geschmückt, dass den heiligen Joseph zeigt.

## Wegekreuz

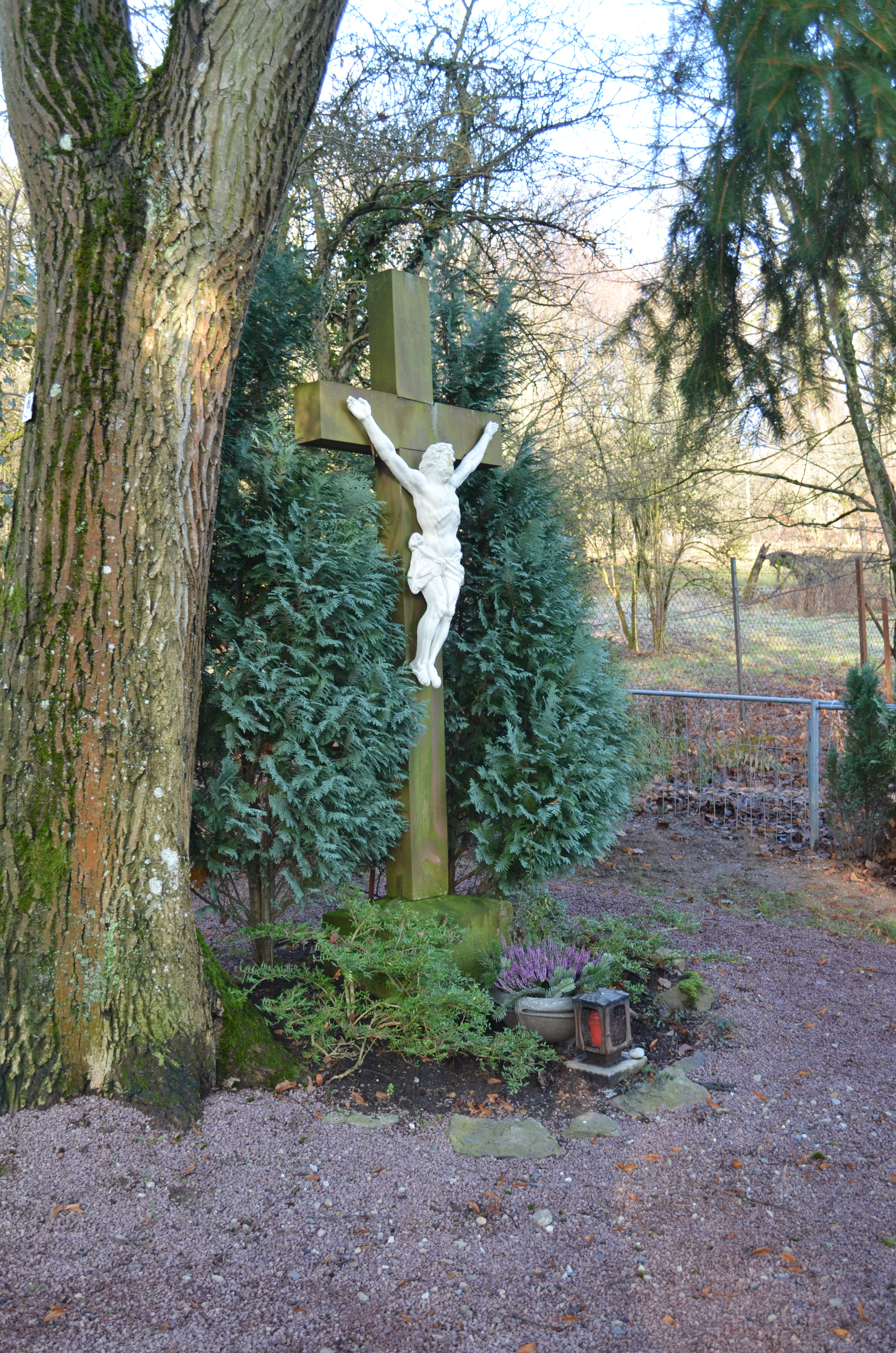
Wegekreuz

Zwischen dem Königsteiner Friedhof und der Josefskapelle befindet sich ein denkmalgeschütztes Wegekreuz (⊙) aus rotem Mainsandstein. Angebracht ist ein sich hell abhebender Christus. Der Sockel ist jüngeren Datums und trägt die Inschrift nach Joh. 11, 25: „Ich bin die Auferstehung und das Leben. Wer an mich glaubt, wird leben, auch wenn er stirbt“.

## Kreuzweg Romberg

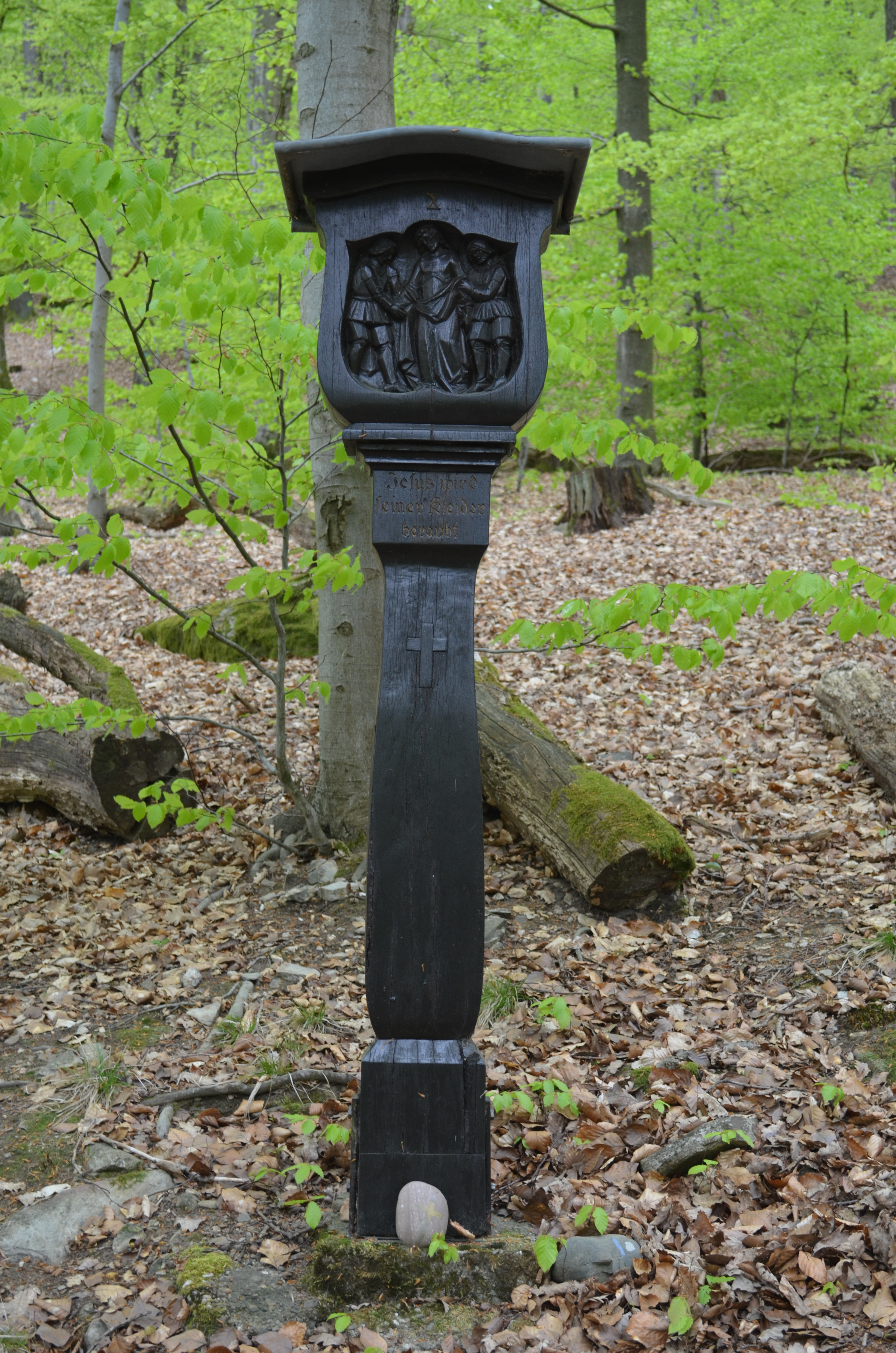
Station 10

Nach dem Zweiten Weltkrieg wurde ein Kreuzweg errichtet. Dessen 12. Kreuz bildet ein altes Steinkreuz von 1776, das zwischen zwei Votivsteinen der 14 Nothelfer von 1754 steht. Der Kreuzweg beginnt am Wegekreuz, führt an der Josephskapelle vorbei zu einem gemauerten Heiligenhäuschen. In kurzem Abstand folgen nun die Kreuzwegsstationen 1 bis 10. Diese bestehen aus Holzsäulen mit geschnitztem Motiv an der Kopfseite. Die Eichenholzsäulen wurden 1949 von Johannes Belz geschnitzt. Der Kreuzweg führt in Form eines spiegelverkehrten „S“ auf einen Platz, an dem die Stationen 11 bis 14 einen Halbkreis bilden. Die Gesamtanlage steht unter Denkmalschutz. Die einzelnen Stationen im Überblick:
| Station (Geo-Koordinaten) | Foto | Beschreibung |
| ------------------------- | ---- | ------------ |
| Heiligenhäuschen (⊙)      |      |              |
| Station 1 (⊙)             |      |              |
| Station 2 (⊙)             |      |              |
| Station 3 (⊙)             |      |              |
| Station 4 (⊙)             |      |              |
| Station 5 (⊙)             |      |              |
| Station 6 (⊙)             |      |              |
| Station 7 (⊙)             |      |              |
| Station 8 (⊙)             |      |              |
| Station 9 (⊙)             |      |              |
| Station 10 (⊙)            |      |              |
| Station 11 (⊙)            |      |              |
| Station 12 (⊙)            |      |              |
| Station 13 (⊙)            |      |              |
| Station 14 (⊙)            |      |              |

## Geschichtliches
Überlieferungen nach soll es am Romberg bereits in vorchristlicher Zeit ein Heiligtum gegeben haben. An dessen Stelle sei 745 das erste Kreuz errichtet worden. 1147 soll Graf Gerhard von Nürings dort eine Chornische erbaut haben.
Urkundlich ist eine Kapelle auf dem Romberg erstmals im Pestjahr 1348 überliefert. Das Kloster Retters hatte demnach Bittgänge zum Berg eingeführt. Die daraufhin entstandenen Heilig-Kreuz-Prozessionen am Pfingstmontag waren seit damals bis 1667 und sind erneut vom frühen 19. Jahrhundert bis heute Teil des religiösen Lebens der Stadt. 1631 wurde die Kapelle durch die Schweden zerstört.
Pfarrer Kraft errichtete an der Stelle der einstigen Kapelle ein hölzernes Kreuz. 1754 ließ Rektor Johann Eschborn im Auftrag seines Schwiegervaters Georg Burckharth zwei Votivsteine aufstellen. Diese zeigen die 14 Nothelfer. Anlass war ein verhinderter Unfall, nachdem Holzarbeiter die 14 Nothelfer angerufen hatten. 1776 ließen die Eheleute Georg und Katarina Kreiner das hölzerne Kreuz durch das heutige, steinerne Kreuz ersetzen.